# Надо, Мартен
Мартен Надо́ (фр. Martin Nadaud; 17 ноября 1815, Субребост (Крёз) — 28 декабря 1898, там же) — французский каменщик, политик и научный писатель.
Родился в семье фермеров, в 14 лет вместе с отцом отправился работать каменщиком в Париж. Жил в трудных условиях, работал по 12—13 часов в сутки, страдал от недоедания. В 19-летнем возрасте стал бригадиром, вступил в Общество прав человека фр. Société des droits de l'homme). Несмотря на тяжёлую работу, посещал вечернюю школу. В рабочем движении участвовал с 1840-х годов, после революции 1848 года возглавил в Париже общину выходцев из Крёза. 23 апреля 1848 года предпринял неудачную попытку избраться в парламент страны, но 13 мая 1849 года победил на выборах и стал депутатом от Крёза. В этот период примыкал к Прудону и монтаньярам, поддерживал идеи республики и социализма, голосовал против Римской экспедиции и ограничений всеобщего избирательного права, был политическим противником Луи Наполеона. После перевота 2 декабря 1851 года был арестован, а 9 января 1852 года изгнан из Франции. Жил сначала в Бельгии, затем отправился в Лондон, где некоторое время вновь работал каменщиком. Вскоре он хорошо овладел английским языком и в 1855 году, когда его здоровье ухудшилось, работал учителем в Лондоне и Брайтоне, а также преподавателем французского языка в военном училище в Уимблдоне.
Во Францию вернулся только во время Франко-прусской войны, после 4 сентября 1870 года. 6 сентября 1870 года Леон Гамбетта назначил его префектом департамента Крёз. 8 февраля 1871 года проиграл выборы в парламент, но 25 июля того же года был избран членом городского совета Парижа. 20 февраля 1876 года был избран в парламент, затем переизбирался 25 ноября 1876, 14 октября 1877, 21 августа 1881 и 4 октября 1885 года, всегда от союза республиканцев и примыкая к крайней левой. Срок его депутатских полномочий истёк в 1889 году; в 1894 году вновь выставил свою кандидатуру на выборах, но потерпел поражение, после чего ушёл из политики и остаток жизни посвятил написанию научных работ. Скончался в родной коммуне.
Как депутат был известен защитой социалистических идей. В частности, в период работы в совете Парижа участвовал в организации строительства метро, реконструкции ратуши, улучшения санитарного состояния города; в 1876 году активно выступал за прекращение финансирования церкви, в 1877 и 1885 годах избирался квестором палаты. Его усилиями в 1879 году был проведён закон о введении пенсий работникам, 30 июля 1881 года — закон о компенсациях лицам, пострадавшим в период Второй империи; также он участвовал в разработке закона о страховании от несчастных случаев на производстве (в окончательном виде был принят в 1898 году) и призывал к амнистии коммунаров. Состоял в масонской ложе.
Главные работы: «Histoire des classes ouvrières en Angleterre», «Questions ouvrières en Angleterre et en France» (1884).